# Olešnice, České Budějovice
Olešnice là một làng thuộc huyện České Budějovice, vùng Jihočeský, Cộng hòa Séc.